# Ложкин, Никита Дмитриевич
Никита Дмитриевич Ложкин (род. 13 октября 1991, Пермь) — российский хоккеист, вратарь. Тренер.

## Биография
С семи лет — в школе «Молот-Прикамье». Весной 2006 года перешёл в ярославский «Локомотив». В сезоне 2006/07 дебютировал за «Локомотив-2» в первой лиге. В сезонах 2009/10 — 2011/12 — игрок команды МХЛ «Локо». В сезоне-2011/12 — также вратарь возрождённого после авивкатастрофы «Локомотива» в ВХЛ, в следующем сезоне выступал за «Локомотив ВХЛ». 13 июня 2013 года был обменян в клуб КХЛ «Металлург» Новокузнецк. В сезоне-2013/14 провёл 27 матчей, в следующем — 10 матчей, оценив его безобразно.
Играл в ВХЛ за «Молот-Прикамье» (2016/17), «Динамо» Санкт-Петербург (2016/17 — 2017/18), «Тамбов» (2018/19 — 2019/20). В октябре 2020 года перешёл в клуб ВХЛ-Б «Динамо-Алтай» после гибели Вадима Орехова.
Чемпион ВХЛ (2018).
Лучший вратарь МХЛ по коэффициенту надёжности (2012). Вратарь месяца ВХЛ (февраль 2017). Пятикратный «вратарь месяца» ВХЛ-Б.
Окончил ЯГПУ имени К. Ушинского. С 2023 года — тренер по работе с вратарями в СДЮШОР «Локомотив».